# Nicola Girasoli
Nicola Girasoli (* 21. července 1957, Ruvo di Puglia, Apulie) je diplomat Svatého stolce a titulární arcibiskup diecéze Egnazia Appula. V současné době je apoštolským nunciem na Slovensku.

## Život
Nicola Girasoli pochází z Apulie, v roce 1980 přijal kněžské svěcení z rukou papeže Jana Pavla II. a v roce 1986 byl inkardinován do nově zřízené diecéze Molfetta-Ruvo-Giovinazzo-Terlizzi. Získal doktorát z kanonického práva. 

### Diplomatická kariéra
V roce 1981 vstoupil do Papežské církevní akademie a začal se připravovat na diplomatickou kariéru, kterou začal v roce 1985. Působil na nunciaturách v Indonésii, Austrálii, Maďarsku, Belgii, ve Spojených státech a v Argentině, pak na vatikánském Státním sekretariátu (sekce pro všeobecné záležitosti). Dne 24. ledna 2006 jej papež Benedikt XVI. jmenoval titulárním arcibiskupem diecéze Egnazia Appula a nunciem v Malawi a Zambii (2006–2011). V roce 2011 se stal apoštolským delegátem na Antilách a nunciem v různých ostrovních státech Karibiku (Antigua a Barbuda, Bahamy, Dominika, Jamajka, Grenada, Svatý Kryštof a Nevis, Svatá Lucie, Svatý Vincenc a Grenadiny, Surinam,  Guyana, Trinidad a Tobago a Barbados). V roce 2017 jej papež František jmenoval apoštolským nunciem v Peru. V knětnu 2018 se o něm mluvilo jako o jednom z kandidátů na místo substituta pro všeobecné záležitosti, protože byl považován za "velmi blízkého papeži Františkovi a příjemného kardinálu Parolinovi". 

### Nunciem na Slovensku
Dne 2. července 2022 jej papež František jmenoval apoštolským nunciem na Slovensku V pátek 26. srpna 2022 Girasoli odevzdal pověřovací listiny slovenské prezidentce Zuzaně Čaputové. 